# گوش (مشهد)
استان خراسان رضوی.مشهد.جاده کلات. بعد از سدکارده روستای گوش

## جمعیت
این روستا در دهستان کارده قرار دارد و براساس سرشماری مرکز آمار ایران در سال ۱۳۸۵، جمعیت آن ۵۸۵ نفر (۱۷۶خانوار) بوده‌است.